# Héber egyszerű igetörzsek

## Qal (Egyszerű aktív)
- Törzsképzőelem: nincs. Hangrend: aktívoknál „á-ă, á-á”, statívoknál „á-é, á-ó”. Jelentéstartalom: egyszerű aktív cselekvés vagy történés (őriz, mond, esik), statív: állapot, milyenség

### Ragozott igealakok
A perfektum és az imperfektum, valamint a belőlük származó alakok tartoznak ide. Csak ezek kapnak igeragot.
| A qal törzs perfektumi igealakjai | A qal törzs perfektumi igealakjai | A qal törzs perfektumi igealakjai | A qal törzs perfektumi igealakjai | A qal törzs perfektumi igealakjai | A qal törzs perfektumi igealakjai | A qal törzs perfektumi igealakjai | A qal törzs perfektumi igealakjai | A qal törzs perfektumi igealakjai | A qal törzs perfektumi igealakjai | A qal törzs perfektumi igealakjai |
|                                   | aktív igék                        | aktív igék                        | aktív igék                        | aktív igék                        | aktív igék                        | aktív igék                        | statív igék                       | statív igék                       | statív igék                       | statív igék                       |
|                                   | Perfektum őrzött                  | Perfektum őrzött                  | Váv-perfektum és őríz(ni fog)     | Váv-perfektum és őríz(ni fog)     | pauzális                          | pauzális                          | é típus nehéznek lenni            | é típus nehéznek lenni            | ó típus kicsinek lenni            | ó típus kicsinek lenni            |
| --------------------------------- | --------------------------------- | --------------------------------- | --------------------------------- | --------------------------------- | --------------------------------- | --------------------------------- | --------------------------------- | --------------------------------- | --------------------------------- | --------------------------------- |
| E/3h                              | שָׁמַר                               | sámar                             | וְשָׁמַר                              | vəsámar                           | שָׁמָר                               | sámár                             | כָּבֵד                               | kávéd                             | קָטֹן                               | qátón                             |
| E/3n                              | שָׁמְרָה                              | sámərá                            | ~וְ                                | və~                               | שָׁמָרָה                              | sá`márá                           | כָּבְדָה                              | kávədá                            | קָטְנָה                              | qátəná                            |
| E/2h                              | שָׁמַרְתָּ                              | sá`martá                          | וְשָׁמַרְתָּ                             | vəsámar`tá                        | שָׁמָרְתָּ                              | sá`mártá                          | כָּבַדְתָּ                              | ká`vadtá                          | קָטֹנתָּ                              | qá`tóntá                          |
| E/2n                              | שָׁמַרְתְּ                              | sámart                            | ~וְ                                | və~                               | שָׁמָרְתְּ                              | sámárt                            | innen mint az aktív               | innen mint az aktív               | קָטֹנְתְּ                              | qátónt                            |
| E/1                               | שָׁמַרְתִּי                             | sá`martí                          | וְשָׁמַרְתִּי                            | vəsámar`tí                        | שָׁמָרְתִּי                             | sá`mártí                          |                                   |                                   | קָטֹנְתִּי                             | qá`tóntí                          |
| T/3                               | שָׁמְרוּ                              | sámərú                            | ~וְ                                | və~                               | שָׁמָרוּ                              | sá`márú                           |                                   |                                   | קָטְנוּ                              | qátənú                            |
| T/2h                              | שְׁמַרְתֶּם                             | səmartem                          | ~וּשְׁ                               | ús~                               | –                                 | –                                 |                                   |                                   | קְטָנְתֶּם                             | qətontem                          |
| T/3n                              | שְׁמַרְתֶּן                             | səmarten                          | ~וּשְׁ                               | ús~                               | –                                 | –                                 |                                   |                                   | קְטָנְתֶּן                             | qətonten                          |
| T/1                               | שָׁמַרְנוּ                             | sá`marnú                          | וְשָׁמַרְנוּ                            | vəsámar`nú                        | שָׁמָרְנוּ                             | sá`márnú                          |                                   |                                   | קָטֹנּוּ                              | qá`tónnú                          |

- Váv-perfektumban a perfektumhoz járuló fordító váv a hangsúlyt eggyel a szó vége felé tolja. Ahol a hangsúly a szó végén volt, ott értelemszerűen nincs változás.
- é-statív: az é csak az első alakban látszik, többi az aktívot követi
- ó-statív: az ó végig megmarad; T/2-ben a hólem ( ֹ ) qámec hátúfba ( ָ ) rövidül; T/1 קָטֹנְנוּ-ból összevonva.

Pauzális alakok:
A T/2 kivételével valamennyi alakban visszatér, megnyúlik és hangsúlyossá válik a 2. gyökhangzó: aktívban a → á; é-statívban visszatér az é; ó-statívban marad az ó és csak két alak tér el:
- aktív: שָׁמָר sámár, שָׁמָרָה sá`márá, שָׁמָרְתָּ sá`mártá, שָׁמָרְתְּ sámárt, שָׁמָרתִּי sá`mártí; T/3 שָׁמָרוּ sá`márú, T/1 שָׁמָרְנוּ sá`márnú
- é-stat.: ahol az é svába rövidült, ez az é tér vissza hangsúly alatt: E/3n כָּבֵדָה ká`védá, T/3 כָּבֵדוּ ká`védú; ahol az é a-ra változott, ott az a nyúlik á-ba (az aktív szerint): E/2h כָּבָדְתָּ ká`vádtá, E/2n כָּבָדְתְּ kávádt, E/1 כָּבָדְתִּי ká`vádtí, T/1 כָּבָדְנוּ ká`vádnú
- ó-stat.: ahol az ó svába rövidült, ez az ó tér vissza hangsúly alatt: E/3n קָטֹנָה qá`tóná, T/3 קָטֹנוּ qá`tónú

| A qal törzs aktív igéinek imperfektumi alakjai: i-ó imperfektum | A qal törzs aktív igéinek imperfektumi alakjai: i-ó imperfektum | A qal törzs aktív igéinek imperfektumi alakjai: i-ó imperfektum | A qal törzs aktív igéinek imperfektumi alakjai: i-ó imperfektum | A qal törzs aktív igéinek imperfektumi alakjai: i-ó imperfektum | A qal törzs aktív igéinek imperfektumi alakjai: i-ó imperfektum | A qal törzs aktív igéinek imperfektumi alakjai: i-ó imperfektum | A qal törzs aktív igéinek imperfektumi alakjai: i-ó imperfektum | A qal törzs aktív igéinek imperfektumi alakjai: i-ó imperfektum | A qal törzs aktív igéinek imperfektumi alakjai: i-ó imperfektum | A qal törzs aktív igéinek imperfektumi alakjai: i-ó imperfektum | A qal törzs aktív igéinek imperfektumi alakjai: i-ó imperfektum | A qal törzs aktív igéinek imperfektumi alakjai: i-ó imperfektum |
|                                                                 | Imperfektum őríz/őrízni fog                                     | Imperfektum őríz/őrízni fog                                     | Váv-imperfektum és őrzött                                       | Váv-imperfektum és őrzött                                       | Jusszívusz őrízzen, őrízz!                                      | Jusszívusz őrízzen, őrízz!                                      | Kohortatívusz hadd őrízzek!                                     | Kohortatívusz hadd őrízzek!                                     | Imperatívusz őrízz!                                             | Imperatívusz őrízz!                                             | Impt. en. őrízzél!                                              | Impt. en. őrízzél!                                              |
| --------------------------------------------------------------- | --------------------------------------------------------------- | --------------------------------------------------------------- | --------------------------------------------------------------- | --------------------------------------------------------------- | --------------------------------------------------------------- | --------------------------------------------------------------- | --------------------------------------------------------------- | --------------------------------------------------------------- | --------------------------------------------------------------- | --------------------------------------------------------------- | --------------------------------------------------------------- | --------------------------------------------------------------- |
| E/3h                                                            | יִשְׁמֹר                                                            | jismór                                                          | וַיִּשְׁמֹר                                                           | vajjismór                                                       | יִשְׁמֹר                                                            | jismór                                                          |                                                                 |                                                                 |                                                                 |                                                                 |                                                                 |                                                                 |
| E/3n                                                            | תִּשְׁמֹר                                                            | tismór                                                          | וַתִּשְׁמֹר                                                           | vattismór                                                       | תִּשְׁמֹר                                                            | tismór                                                          |                                                                 |                                                                 |                                                                 |                                                                 |                                                                 |                                                                 |
| E/2h                                                            | תִּשְׁמֹר                                                            | tismór                                                          | וַתִּשְׁמֹר                                                           | vattismór                                                       | תִּשְׁמֹר                                                            | tismór                                                          |                                                                 |                                                                 | שְׁמֹר                                                             | səmór                                                           | שָׁמְרָה                                                            | somrá                                                           |
| E/2n                                                            | תִּשְׁמְרִי                                                           | tismərí                                                         | וֵתִּשְׁמְרִי                                                          | vattismərí                                                      | תִּשְׁמְרִי                                                           | tismərí                                                         |                                                                 |                                                                 | שִׁמְרִי                                                            | simrí                                                           |                                                                 |                                                                 |
| E/1                                                             | אֶשְׁמֹר                                                            | esmór                                                           | וָאֶשְׁמֹר                                                           | váesmór                                                         |                                                                 |                                                                 | אֶשְׁמְרָה                                                           | esmərá                                                          |                                                                 |                                                                 |                                                                 |                                                                 |
| T/3h                                                            | יִשְׁמְרוּ                                                           | jismərú                                                         | וַיִּשְׁמְרוּ                                                          | vajjismərú                                                      | יִשְׁמְרוּ                                                           | jismərú                                                         |                                                                 |                                                                 |                                                                 |                                                                 |                                                                 |                                                                 |
| T/3n                                                            | תִּשְׁמֹרְנָה                                                          | tis`mórná                                                       | וַתִּשְׁמֹרְנָה                                                         | vattis`mórná                                                    | תִּשְׁמֹרְנָה                                                          | tis`mórná                                                       |                                                                 |                                                                 |                                                                 |                                                                 |                                                                 |                                                                 |
| T/2h                                                            | תִּשְׁמְרוּ                                                           | tismərú                                                         | וַתִּשְׁמְרוּ                                                          | vattismərú                                                      | תִּשְׁמְרוּ                                                           | tismərú                                                         |                                                                 |                                                                 | שִׁמְרוּ                                                            | simrú                                                           |                                                                 |                                                                 |
| T/2n                                                            | תִּשְׁמֹרְנָה                                                          | tis`mórná                                                       | וַתִּשְׁמֹרְנָה                                                         | vattis`mórná                                                    | תִּשְׁמֹרְנָה                                                          | tis`mórná                                                       |                                                                 |                                                                 | שְׁמֹרְנָה                                                           | sə`mórná                                                        |                                                                 |                                                                 |
| T/1                                                             | נִשְׁמֹר                                                            | nismór                                                          | וַנִּשְׁמֹר                                                           | vannismór                                                       |                                                                 |                                                                 | נִשְׁמְרָה                                                           | nismərá                                                         |                                                                 |                                                                 |                                                                 |                                                                 |

Aktív igék imperfektuma: Az E/3n és az E/2h, valamint a többes nőnemek megegyeznek.
Az imperfektumból származtatott alakok:
- Váv-imperfektum: A fordító váv -וַ va- + kettőzés alakban járul az imperfektum elé. Kivétel az E/1, ahol a nem kettőzhető álef miatt az a á-ba nyúlik és a kettőzés elmarad (-וָ vá-).
- Jusszívusz: Erős igéknél alakilag egyezik az imperfektummal, de csak a 3. és 2. személyekben létezik.
- Kohortatívusz: Csak az 1. személyekben létezik. Imperfektum + hangsúlyos ה ָ- -á toldalékkal képezzük. A hangsúlyváltozás miatt a 2. magánhangzó svában tűnik el.
- Imperatívusz: Csak a 2. személyekben létezik, az imperfektum előragjának levágásával kapjuk. Az E/2n és T/2h szó eleji „svá-torlódását” (ə-ə: *səmərí, *səmərú) a hangtörvények értelmében a nyelv az első svá i-re való változtatásával oldja fel.
  - Imperatívus energicus: Csak E/2h-ben létezik, képzése imperatívusz + hangsúlyos ה ָ- -á toldalék: שָׁמְרָה somrá őrízzél!. A hólem ( ֹ ) qámec hátúfba ( ָ ) rövidül.

| A statív ige imperfektuma | A statív ige imperfektuma | A statív ige imperfektuma | A statív ige imperfektuma | A statív ige imperfektuma |
|                           | szövegalak                | szövegalak                | pauzális alak             | pauzális alak             |
| ------------------------- | ------------------------- | ------------------------- | ------------------------- | ------------------------- |
| E/3h                      | יִכְבַּד                      | jichbad                   | יִכְבָּד                      | jichbád                   |
| E/3n                      | תִּכְבַּד                      | tichbad                   | תִּכְבָּד                      | tichbád                   |
| E/2h                      | תִּכְבַּד                      | tichbad                   | תִּכְבָּד                      | tichbád                   |
| E/2n                      | תִּכְבְּדִי                     | tichbədí                  | תִּכְבָּדִי                     | tich`bádí                 |
| E/1                       | אֶכְבַּד                      | echbad                    | אֶכְבַּד                      | echbád                    |
| T/3h                      | יִכְבְּדוּ                     | jichbədú                  | יִכְבָּדוּ                     | jich`bádú                 |
| T/3n                      | תִּכְבַּדְנָה                    | tich`badná                | תִּכְבָּדְנָה                    | tich`bádná                |
| T/2h                      | תִּכְבְּדוּ                     | tichbədú                  | תִּכְבָּדוּ                     | tich`bádú                 |
| T/2n                      | תִּכְבַּדְנָה                    | tich`badná                | תִּכְבָּדְנָה                    | tich`bádná                |
| T/1                       | נִכְבַּד                      | nichbad                   | נִכְבָּד                      | nichbád                   |

Aktív pauzális alakok: Ahol a második magánhangzó – az eredeti ó – svában tűnt el, ott hangsúlyos helyzetben visszatér. Az impertívusznak és az impt. en-nak nincs pauzális alakja.
E/2n: impf. תִּשְׁמֹרִי tis`mórí, váv-impf. וֵתִּשְׁמֹרִי vattis`mórí
T/3h: impf. יִשְׁמֹרוּ jis`mórú, váv-impf. וַיִּשְׁמֹרוּ vajjis`mórú
T/2h:impf. תִּשְׁמֹרוּ tis`mórú, váv-impf. וַתִּשְׁמֹרוּ vattis`mórú
E/1 koh.אֶשְׁמֹרָה es`mórá; T/1: koh. נִשְׂמֹרָה nis`mórá
A statív igék imperfektuma és az abból származó alakok, mind az é, mind az ó típusúaknál végig a-val vannak. Az imperfektumból az aktívhoz hasonlóan képződik a többi alak.
Statív pauzális alakok: Az a á-ba változik, ahol eltűnt, ott hangsúly alatt visszatér.

### Névszói igealakok
A particípium és az infinitívusz tartozik ide. Ezek nem kapnak igeragot, főnévként ragozzuk őket. A statív igék az aktívoktól csak az aktív particípiumban térnek el.
| Particípium  | Particípium                   | Particípium                   | Particípium                   | Particípium                   | Particípium                    | Particípium                    |
|              | aktív part. (aki) őríz; nehéz | aktív part. (aki) őríz; nehéz | aktív part. (aki) őríz; nehéz | aktív part. (aki) őríz; nehéz | passzív part. (ami) őrízve van | passzív part. (ami) őrízve van |
|              | aktív ige: ó-é                | aktív ige: ó-é                | statív ige: á-é               | statív ige: á-é               | passzív part. (ami) őrízve van | passzív part. (ami) őrízve van |
| ------------ | ----------------------------- | ----------------------------- | ----------------------------- | ----------------------------- | ------------------------------ | ------------------------------ |
| E/h          | שֹׁמֵר                           | sómér                         | כָּבֵד                           | kávéd                         | שָׁמוּר                           | sámúr                          |
| E/n          | שֹׁמֶרֶת שֹׁמְרָה                     | só`meret sómərá               | כָּבֵדָה                          | kávédá                        | שְׁמוּרָה                          | səmúrá                         |
| T/h          | שֹׁמְרִים                         | sóm(ə)rím                     | כָּבֵדִים                         | kávédím                       | שְׁמוּרִים                         | səmúrím                        |
| T/n          | שֹׁמְרוֹת                         | sóm(ə)rót                     | כָּבֵדוֹת                         | kávédót                       | שְׁמוּרוֹת                         | səmúrót                        |
| Infinitívusz |                               |                               |                               |                               |                                |                                |
| constructus  | constructus                   | constructus                   | constructus                   | constructus                   | abs.                           | abs.                           |
|              | שְׁמֹר                           | səmór                         | vm/kinek az őrzése            | vm/kinek az őrzése            | שָׁמוֹר                           | sámór                          |
| e/1 sf.      | שָׁמְרִי                          | somrí                         | őrzésem                       |                               | „őrzés”                        | „őrzés”                        |
| e/2h sf.     | שָׁמְרְךָ שְׁמָרְךָ                     | somrəchá səmorchá             | őrzésed                       |                               | כָּבוֹד                           | kávód                          |
| e/2n sf.     | שָׁמְרֵךְ                          | somréch                       | őrzésed                       |                               | dicsőség                       | dicsőség                       |
| e/3h sf.     | שָׁמְרוֹ                          | somró                         | őrzése                        |                               |                                |                                |
| e/3n sf.     | שָׁמְרָהּ                          | somráh                        | őrzése                        |                               |                                |                                |
| t/1 sf.      | שָׁמְרֵנוּ                         | som`rénú                      | őrzésünk                      |                               |                                |                                |
| t/2h sf.     | שָׁמְרְכֶם שְׁמָרְכֶם                   | somrəchem səmorchem           | őrzésetek                     |                               |                                |                                |
| t/2n sf.     | שָׁמְרְכֶן שְׁמָרְכֶן                   | somrəchen səmorchen           | őrzésetek                     |                               |                                |                                |
| t/3h sf.     | שָׁמְרָם                          | somrám                        | őrzésük                       |                               |                                |                                |
| t/3n sf.     | שָׁמְרָן                          | somrán                        | őrzésük                       |                               |                                |                                |

Aktív particípium:
aktív igéknél ó-é, a ragozásban az ó végig megmarad, az é svába rövidül; a két egyes nőnemű alak közül az -`eet végződésű a gyakoribb;
statív igéknél á-é, az e/h alak megegyezik a perf. E/3h-el; a ragozásban mindkét magánhangzó megmarad; csak egy nőneme van.
Passzív participium: á-ú
Infinitívusz abszolútusz: á-ó Csak egy alakja van, ragozhatatlan.
Infinitívusz konstruktusz: ə-ó Az ige legrövidebb alakja, alakilag egybeesik az imperat. e/2h-el. Alapalakja és birtokragos alakjai képezik a héber mód-, idő- és körülményhatározói rendszer alapját. Ragozott alakjaiban a hólem-pont ( ֹ ) qámec hátúfba ( ָ ) rövidül.
Helyesírás: A névszói alakok helyesírása a klasszikus héberben viszonylag kötött, a pt. akt. és inf. c.-ban általában nincs magánhangzóbetű (itt váv), míg a pt. passz. és inf. abs.-ban többnyire van. Újhéberben a pt. akt., mivel mint jelen idő, az egyik leggyakrabban használt szóalak, is mindig plene van írva: שומר.
Jelentések: Ezeknek az alakoknak a jelentését önmagukban csak körülbelül lehet megadni, konkrét jelentésük mindig a szövegösszefüggésből derül ki.

## Qal-passzívum (Egyszerű passzív)
- Törzsképzőelem: kettőzés a 2. gyökhangzóban(?). Hangrend: „u-a”. Jelentéstartalom: egyszerű qal-passzív: született, adatott,...

Ritka és vitatott létezésű törzs. Csak néhány igének létezik ilyen alakja, az is kizárólag imperfektumban (vagyis az alapalakot nem ismerjük), alakilag pedig tökéletesen megegyezik a pu. impf.-al. A meghatározást nehezíti, hogy az ide sorolt igéknél a kettőzésnek hangtani oka is lehet. Ami miatt mégis valószínűsíthető, hogy létezik: 1. Más sémi nyelvekben (pl. arab) az első (itt qal) törzsnek is van passzívuma, amit a mély hangrend fejez ki. 2. pualja (ami tk. a piél-passzív) csak azon igéknek szokott lenni, melyeknek van piélje, az ide sorolhatóaknak pedig nincs. 3. A pual intenzív jelentéstartalmú, az ide sorolt igéknél azonban a szövegben semmiféle ilyen tartalma nincs, valamennyi egyszerű aktív.

## Nifal (Egyszerű medio-passzív)
- Törzsképzőelem: -נִ ni- előrag. Hangrend: mély / magas (i-a / i-á-é). Jelentéstartalom: 1. passzív:, 2. mediális: . Bár az egyszerűség kedvéért a qal passzívumának nevezik, ez nem teljesen igaz – jelentésköre jóval bővebb, meglehetősen egyedi törzs.

### Ragozott igealakok
| E/3h | נִשְׁמַר   | nismar    | וְנִשְׁמַר   | vənismar    | נִשְׁמָר   | nismár     |
| E/3n | נִשְׁמְרָה  | nismərá   | ~וְ      | və~         | נִשְׁמָרָה  | nis`márá   |
| E/2h | נִשְׁמַרְתָּ  | nis`martá | וְנִשְׁמַרְתָּ  | vənismar`tá | נִשְׁמָרְתָּ  | nis`mártá  |
| E/2n | נִשְׁמַרְתְּ  | nismart   | ~וְ      | və~         | נִשְׁמָרְתְּ  | nismárt    |
| E/1  | נִשְׁמַרְתִּי | nis`martí | וְנִשְׁמַרְתִּי | vənismar`tí | נִשְׁמָרְתִּי | nis`mártí  |
| T/3  | נִשְׁמְרוּ  | nismərú   | ~וְ      | və~         | נִשְׁמָרוּ  | nis`márú   |
| T/2h | נִשְׁמַרְתֶּם | nismartem | ~וְ      | və~         | נִשְׁמָרְתֶּם | nis`mártem |
| T/2n | נִשְׁמַרְתֶּן | nismarten | ~וְ      | və~         | נִשְׁמָרְתֶּן | nis`márten |
| T/1  | נִשְׁמַרְנוּ | nis`marnú | וְנִשְׁמַרְנוּ | vənismar`nú | נִשְׁמָרְנוּ | nis`márnú  |

Perfektum: A *שְׂמֵר *smar (*שְׂמְר *smər) formába rövidült gyök elé egy -נִ ni- törzsképző elem kerül.
Pauzális alakok: Valamennyi esetben az a á-ba nyúlik és hangsúlyos lesz.

| A nifal törzs imperfektumi alakjai | A nifal törzs imperfektumi alakjai | A nifal törzs imperfektumi alakjai | A nifal törzs imperfektumi alakjai | A nifal törzs imperfektumi alakjai | A nifal törzs imperfektumi alakjai | A nifal törzs imperfektumi alakjai | A nifal törzs imperfektumi alakjai   | A nifal törzs imperfektumi alakjai   | A nifal törzs imperfektumi alakjai | A nifal törzs imperfektumi alakjai | A nifal törzs imperfektumi alakjai | A nifal törzs imperfektumi alakjai |
|                                    | Imperfektum meg lesz őrízve        | Imperfektum meg lesz őrízve        | Váv-imperfektum és meg volt őrízve | Váv-imperfektum és meg volt őrízve | Jusszívusz legyen megőrízve!       | Jusszívusz legyen megőrízve!       | Kohortatívusz hadd legyek megőrízve! | Kohortatívusz hadd legyek megőrízve! | Imperatívusz őrízkedj!             | Imperatívusz őrízkedj!             | Impt. en. őrízkedjél!              | Impt. en. őrízkedjél!              |
| ---------------------------------- | ---------------------------------- | ---------------------------------- | ---------------------------------- | ---------------------------------- | ---------------------------------- | ---------------------------------- | ------------------------------------ | ------------------------------------ | ---------------------------------- | ---------------------------------- | ---------------------------------- | ---------------------------------- |
| E/3h                               | יִשָּׁמֵר                               | jissámér                           | וַיִּשָּׁמֵר                              | vajjissámér                        | יִשָּׁמֵר                               | jissámér                           |                                      |                                      |                                    |                                    |                                    |                                    |
| E/3n                               | תִּשָּׁמֵר                               | tissámér                           | ~וַתִּ                                | vatti~                             | = imperf.                          | = imperf.                          |                                      |                                      |                                    |                                    |                                    |                                    |
| E/2h                               | תִּשָּׁמֵר                               | tissámér                           | ~וַתִּ                                | vatti~                             | = imperf.                          | = imperf.                          |                                      |                                      | הִשָּׁמֵר                               | hissámér                           | הִשָּׁמְרָה                              | hissámərá                          |
| E/2n                               | תִּשָּׁמְרִי                              | tissámərí                          | ~וַתִּ                                | vatti~                             | = imperf.                          | = imperf.                          |                                      |                                      | הִשָּׁמְרִי                              | hissámərí                          |                                    |                                    |
| E/1                                | אֶשָּׁמֵר אִשָּׁמֵר                          | essámér issámér                    | ~וָ                                 | vá~                                |                                    |                                    | אֶשָּׁמְרָה                                | essámərá                             |                                    |                                    |                                    |                                    |
| T/3h                               | יִשָּׁמְרוּ                              | jissámərú                          | ~וַיִּ                                | vajj~                              | = imperf.                          | = imperf.                          |                                      |                                      |                                    |                                    |                                    |                                    |
| T/3n                               | תִּשָּׁמַרְנָה                             | tissá`marná                        | ~וַתִּ                                | vatt~                              | = imperf.                          | = imperf.                          |                                      |                                      |                                    |                                    |                                    |                                    |
| T/2h                               | תִּשָּׁמְרוּ                              | tissámərú                          | ~וַתִּ                                | vatt~                              | = imperf.                          | = imperf.                          |                                      |                                      | הִשָּׁמְרוּ                              | hissámərú                          |                                    |                                    |
| T/2n                               | תִּשָּׁמַרְנָה                             | tissá`marná                        | ~וַתִּ                                | vatt~                              | = imperf.                          | = imperf.                          |                                      |                                      | הִשָּׁמַרְנָה                             | hissá`marná                        |                                    |                                    |
| T/1                                | נִשָּׁמֵר                               | nissámér                           | ~וַנִּ                                | vann~                              |                                    |                                    | נִשָּׁמְרָה                                | nissámərá                            |                                    |                                    |                                    |                                    |

Imperfektum: Képzése és vokalizációja egyaránt speciális. A gyök *שָׁמֵר- *-sámér-ként vokalizált alapalakjához járul először a törzsképző n-, majd ez elé kerül az igerag: j – n – sámér → *יְנְשָׁמֵר *jənəsámér. A svátörvények szerint a szó eleji két svából az első i-be csúszik át (*יִנְשָׁמֵר *jinsámér), a nún pedig beolvad a rákövetkező mássalhangzóba és azt dáges fortéval kettőzi: יִשָּׁמֵר jissámér. A nifal imperfektumi alakjai jellegzetes – i-á-é – vokalizációjukról mindig felismerhetőek.
Jusszívusz: Megegyezik az imperfektummal.
Kohortatívusz: Fordító vávos alakjai: E/1 וָאֶשָּׁמְרָה váessámərá, T/1 וַנִּשָּׁמְרָה vanissámərá
Imperatívusz: Mivel képzése úgy történik, hogy az imperfektum előragját levágjuk, a nifalban így megmaradó értelmetlen alak elejére egy prefixált hé kerül תִּשָּׁמֵר tissámér → *שָּׁמֵר *ssámér → הִשָּׁמֵר hissámér. Képzésének legegyszerűbb módja tehát, ha az imperfektum előragjait lecseréljük hé-re.
Pauzális alakok: Csak azokban az alakokban fordul(hat) elő, ahol az é svában tűnt el. Ilyenkor ez az é tér vissza hangsúlyos helyzetben:
- impf. E/2n תִּשָּׁמֵרִי tissá`mérí; T/3h יִשָּׁמֵרוּ jissá`mérú; T/2h תִּשָּׁמֵרוּ tissá`mérú
- koh. E/1 אֶשָּׁמֵרָה essá`mérá, T/1 נִשָּׁמֵרָה nissá`mérá
- impt. E/2n הִשָּׁמֵרִי hissá`mérí, T/2h הִשָּׁמֵרוּ hissá`mérú; impt. en. הִשָּׁמֵרָה hissá`mérá

### Névszói igealakok
| A nifal törzs | A nifal törzs | A nifal törzs | A nifal törzs  | A nifal törzs  | A nifal törzs  | A nifal törzs  |
|               | Particípiumai | Particípiumai | Infinitívuszai | Infinitívuszai | Infinitívuszai | Infinitívuszai |
|               | part. pass.   | part. pass.   | Inf. abs.      | Inf. abs.      | Inf. constr.   | Inf. constr.   |
| ------------- | ------------- | ------------- | -------------- | -------------- | -------------- | -------------- |
| E/h           | נִשְׁמָר          | nismár        | הִשָּׁמֹר           | hissámór       | הִשָּׁמֵר           | hissámér       |
| E/n           | נִשְׁמָרָה         | nismárá       |                |                |                |                |
| T/h           | נִשְׁמָרִים        | nismárím      |                |                |                |                |
| T/n           | נִשְׁמָרוֹת        | nismárót      |                |                |                |                |

Particípium: A nifalnak csak passzív particípiuma van, jellegzetes magánhangzója az á (i-á, szemben a perfektum i-a-jával), mely a ragozásban végig megmarad. Az E/h és E/n alakilag egybeesnek a perf. E/3h és E/3n pauzális alakjaival.)
Az infinitívuszok speciálisak, képzésük az imperatívusz szerinti, az inf. c. megegyezik az impt. E/2h-el.
Példa nifal inc. c.-ra: (הִבָּרֵא hibbáré teremttetés, √ברא brʾ teremt; 1Mózes 2:4a):